# Kalanchoe bogneri
Kalanchoe bogneri ist eine Pflanzenart der Gattung Kalanchoe in der Familie der Dickblattgewächse (Crassulaceae).

## Beschreibung

### Vegetative Merkmale
Kalanchoe bogneri ist eine ausdauernde, vollständig kahle Pflanze, die Wuchshöhen von bis zu 100 Zentimeter erreicht und mit weiß-mehligem Reif bedeckt ist. Ihre zahlreichen, aufrechten, dicken Triebe weisen einen Durchmesser von bis zu 15 Millimeter auf und sind an ihrer Basis wenig verzweigt. Die fleischigen Laubblätter sind sitzend. Die grünbläuliche, eiförmig-verlängerte Blattspreite ist 6 bis 13 Zentimeter lang und 4 bis 7 Zentimeter breit. Ihre Spitze ist stumpf bis gerundet, die Basis verschmälert und stängelumfassend. Der rote Blattrand ist ganzrandig bis winzig gesägt.

### Generative Merkmale
Der Blütenstand besteht aus ebensträußigen Trauben die eine Länge von 20 bis 30 Zentimeter erreichen. Die hängenden Blüten stehen an 2 bis 2,5 Millimeter langen Blütenstielen. Der urnenförmige, leicht vierkantige Kelch ist 2,4 bis 2,7 Millimeter lang. Die dreieckigen Kelchzipfel sind spitz. Die zur Basis blassgrüne Kronröhre ist darüber blass bis lebhaft rotorange und im oberen Teil vierkantig. Sie ist etwa 3,5 Millimeter lang. Ihre stumpfen, aufrechten Kronzipfel sind blassrot und weisen eine Länge von etwa 10 bis 12 Millimeter auf. Die Staubblätter ragen nicht aus der Blüte heraus. Die Staubbeutel sind etwa 2 Millimeter lang. Die kurzen Nektarschüppchen sind länglich. Das Fruchtblatt weist eine Länge von etwa 3,8 Millimeter auf. Der Griffel ist etwa 3 Millimeter lang.

## Systematik und Verbreitung
Kalanchoe bogneri ist auf Madagaskar in Felsritzen mit schwarzem Humus auf Klippen verbreitet.
Die Erstbeschreibung durch Werner Rauh wurde 1993 veröffentlicht.

## Nachweise